# Giuseppe Pitrè

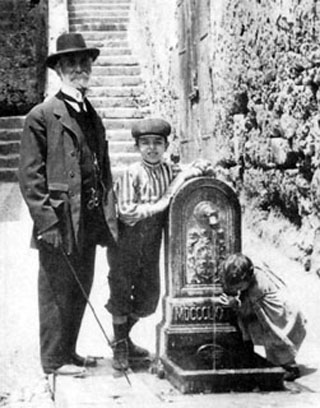
Giuseppe Pitrè

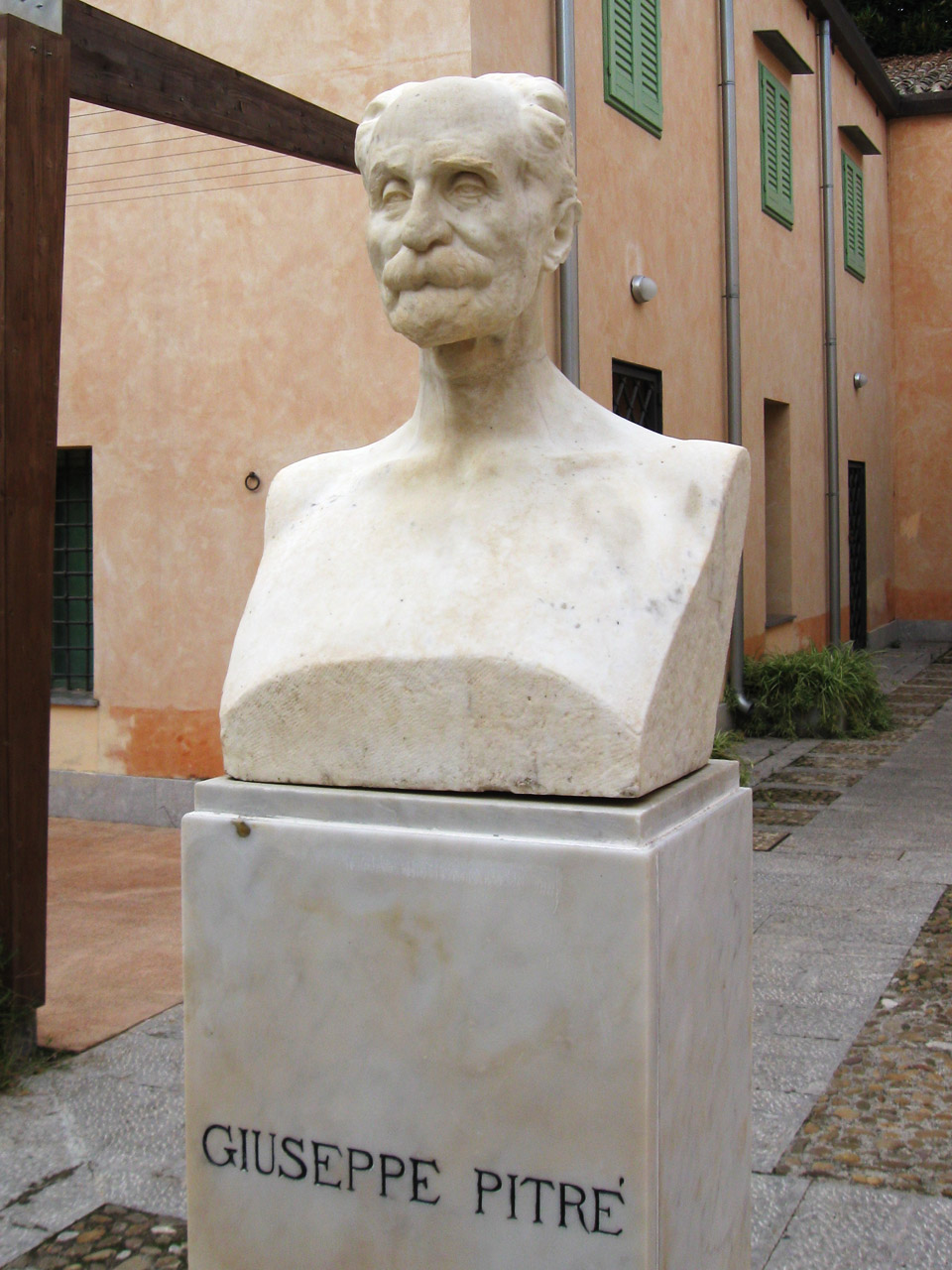
Büste Pitrès im Innenhof des Museo Etnografico

Giuseppe Pitrè (* 22. Dezember 1841 in Palermo; † 10. April 1916 ebenda) war ein italienischer Arzt, Schriftsteller, Sammler, Volkskundler und Hochschullehrer.

## Leben und Werk
Pitrè wuchs im Borgo, einem Stadtteil von Palermo, auf. Er war der Sohn des Seemanns Salvatore und der Maria Stabile. Als sein Vater 1847 in New Orleans an Gelbfieber verstarb, wuchsen Giovanni Pitrè und sein Bruder Antonio bei ihrem Großvater mütterlicherseits auf.
Mit dreizehn Jahren trat Pitrè in das Jesuitenkolleg in Palermo ein; 1860 kämpfte er als Freiwilliger in der Marine unter Garibaldi. Nachdem Pitrè 1865 das Medizinstudium abgeschlossen hatte, widmete er sich neben seinem Arztberuf der Literatur. Während er sich in Palermo mit seiner Kutsche von Patient zu Patient fahren ließ, verfasste er in seinem «ambulanten Studierzimmer» wissenschaftliche Studien zur italienischen Folklorekultur und erledigte seine umfangreiche Korrespondenz.
Pitrè erstellte von 1871 bis 1913 sein Hauptwerk, die Biblioteca delle tradizioni popolari siciliane (Bibliothek sizilianischer Volkstraditionen), eine Sammlung sizilianischer Dialektkultur in 25 Bänden. Den ersten Band widmete er seiner Mutter. Zudem schrieb Pitrè Essays über Goethe in Palermo und über die Göttliche Komödie. Pitrè heiratete 1877 Francesca Vitrano. Zusammen hatten sie drei Kinder.
In Florenz veröffentlichte Pitrè 1885 eine Sammlung toskanischer Geschichten. Er gründete zusammen mit Vincenzo Di Giovanni und Salvatore Salomone Marino (1847–1916) die Zeitschrift Archivio per lo studio delle tradizioni popolari und leitete diese bis kurz vor seinem Tod. 1894 veröffentlichte er eine grundlegende Bibliographie italienischer Volkstraditionen. Pitrè wurde 1890 zum Ehrenmitglied der neu gegründeten American Folklore Society unter dem Präsidium von Francis James Child ernannt.
Für seine herausragende Forschung über die sizilianischen Traditionen wurde Pitrè 1903 zum Präsidenten der „Königlichen Akademie der Wissenschaften“ von Palermo und für seine Verdienste am 30. Dezember 1914 zum Senator des Königreichs ernannt. Zudem war Pitrè Präsident der Società Siciliana per la Storia Patria (Sizilianische Gesellschaft für vaterländische Geschichte).

Pitrè wurde 1909 als ständiges Mitglied in die Accademia della Crusca gewählt, und in Palermo gründete er das größte Volkskundemuseum Siziliens, das Museo Etnografico Siciliano Giuseppe Pitrè.
In Sizilien gründete Pitrè den Studiengang Demopsicologia („Psychologie der Völker“), wie er die Folklore selber bezeichnete, und lehrte an der Universität Palermo.
Er gilt als wichtigster Verfasser und Gelehrter des späten 19. Jahrhunderts für die volkstümlichen Gebräuche Siziliens. Pitrè war mit Frédéric Mistral befreundet.
Nach Giuseppe Pitrè ist der vom Centro internazionale di Etnostoria in Palermo in Zusammenarbeit mit dem Museum verliehene Pitrè-Preis (Premio Pitrè) benannt, eine der weltweit renommiertesten Auszeichnungen für Ethnologen.

## Veröffentlichungen (Auswahl)
- Opere complete. Hrsg. Giovanni Gentile, Rom u. a. ab 1939[3]
- Edizione nazionale delle opere di Giuseppe Pitrè. Rom, später Comiso 1993 – [4]
- Märchen aus Sizilien / gesammelt von Giuseppe Pitrè. Hrsg. und übersetzt von Rudolf Schenda und Doris Senn. Diederichs, München 1991[5]